# Tom Davis
Thomas Lawrence Davis (Dublin, 3 februari 1911 – Londen, 9 september 1987) was een Ierse voetballer en voetbaltrainer.

## Spelersloopbaan
Davis speelde als centrumspits voor meerdere clubs uit de League of Ireland en de English Football League, bij onder meer Shelbourne, Cork, Exeter City, Torquay United, New Brighton, Oldham Athletic, Tranmere Rovers en Cork City. In 1942 sloot hij zijn spelersloopbaan af in Noord-Ierland bij Distillery.

### Interlandcarrière
Davis speelde interlands namens zowel de Ierse voetbalbond (FAI) als de Noord-Ierse voetbalbond (IFA) en scoorde in totaal vijf doelpunten in vijf interlands. Bij aanvang van zijn interlandcarrière in 1936 waren er in feite twee Ierse teams, verkozen door twee rivaliserende bonden. Zowel de Noord-Ierse IFA als de Ierse FAI claimden jurisdictie over heel Ierland en selecteerden spelers van het hele eiland. Als gevolg hiervan kwamen verschillende spelers, waaronder Davis, destijds uit voor beide teams.

#### Interlandstatistieken
| Interlands van Tom Davis (namens (IFA) | Interlands van Tom Davis (namens (IFA) | Interlands van Tom Davis (namens (IFA) | Interlands van Tom Davis (namens (IFA) | Interlands van Tom Davis (namens (IFA) | Interlands van Tom Davis (namens (IFA) |
| №                                      | Datum                                  | Wedstrijd                              | Uitslag                                | Competitie                             | Goals                                  |
| Als speler van Oldham Athletic         | Als speler van Oldham Athletic         | Als speler van Oldham Athletic         | Als speler van Oldham Athletic         | Als speler van Oldham Athletic         | Als speler van Oldham Athletic         |
| -------------------------------------- | -------------------------------------- | -------------------------------------- | -------------------------------------- | -------------------------------------- | -------------------------------------- |
| 1                                      | 18 november 1936                       | Engeland – Ierland                     | 3 – 1                                  | British Home Championship              | 1                                      |

| Interlands van Tom Davis (namens (FAI) | Interlands van Tom Davis (namens (FAI) | Interlands van Tom Davis (namens (FAI) | Interlands van Tom Davis (namens (FAI) | Interlands van Tom Davis (namens (FAI) | Interlands van Tom Davis (namens (FAI) |
| №                                      | Datum                                  | Wedstrijd                              | Uitslag                                | Competitie                             | Goals                                  |
| Als speler van Oldham Athletic         | Als speler van Oldham Athletic         | Als speler van Oldham Athletic         | Als speler van Oldham Athletic         | Als speler van Oldham Athletic         | Als speler van Oldham Athletic         |
| -------------------------------------- | -------------------------------------- | -------------------------------------- | -------------------------------------- | -------------------------------------- | -------------------------------------- |
| 1                                      | 17 oktober 1936                        | Ierse Vrijstaat – Duitsland            | 5 – 2                                  | Vriendschappelijk                      | 2                                      |
| 2                                      | 6 december 1936                        | Ierse Vrijstaat – Hongarije            | 2 – 3                                  | Vriendschappelijk                      | 1                                      |
| Als speler van Tranmere Rovers         |                                        |                                        |                                        |                                        |                                        |
| 3                                      | 18 mei 1938                            | Tsjechië – Ierland                     | 2 – 2                                  | Vriendschappelijk                      | 1                                      |
| 4                                      | 22 mei 1938                            | Polen – Ierland                        | 6 – 0                                  | Vriendschappelijk                      | 0                                      |

## Trainersloopbaan
In juli 1947 ging Davis in Nederland als trainer aan de slag bij VVV. De Ierse ex-international werd door de club tevens beschikbaar gesteld als trainer bij Hoensbroek en Sevenum. Een half jaar later besloot het Venlose gemeentebestuur hem geen vestigingsvergunning te geven, waarna Davis besloot terug te keren naar Engeland. Daar werd hij vervolgens trainer bij Fulham waarmee hij in 1949 kampioen werd van de Football League Second Division.
Davis overleed in 1987 op 76-jarige leeftijd.

## Erelijst
Tranmere Rovers
| Nationaal                            |    |         |
| Football League Third Division North | 1x | 1937/38 |